# گذرنامه استرالیایی
گذرنامهٔ استرالیایی یک مدرک سفر بین‌المللی است که توسط کشور استرالیا صادر می‌شود و بنا بر داده‌های سال ۲۰۲۳، دارندگان آن می‌توانستند به ۱۸۶ کشور دیگر بدون دریافت ویزا سفر کنند یا ویزا در بدو ورود دریافت نمایند. این گذرنامه بر اساس رتبه‌بندی شاخص گذرنامهٔ هنلی در سال ۲۰۲۳ در رتبهٔ ۷ قرار داشت.